# La Casita Blanca
La Casita Blanca va ser un famós meublé situat als carrers de Bolívar i de Ballester i l'avinguda de Vallcarca de Barcelona, actualment desaparegut. Pel que sembla, l'origen del nom prové de la roba de llit que sempre hi havia estesa al terrat.

## Història
Va iniciar la seva activitat l'any 1912 com a marisqueria, i el 1940 fou reconvertit en meublé. Va tancar les portes el 2011, quan fou enderrocat pel projecte de reforma urbanística del barri.
La Casita Blanca és un lloc molt arrelat a la memòria popular de Barcelona. Ha generat literatura, moltes llegendes urbanes i també ha donat lloc a pel·lícules com La Casita Blanca, la ciutat oculta de Carles Balagué (2002) o Meublé. La Casita Blanca de Sílvia Munt. Joan Manuel Serrat també li va dedicar una cançó.